# Distrito de Córdova
El distrito peruano de Córdova es uno de los dieciséis que conforman la provincia de Huaytará, ubicada en el departamento de Huancavelica, bajo la administración del Gobierno regional de Huancavelica, en la zona de los Andes centrales del Perú.
Desde el punto de vista jerárquico de la Iglesia católica, forma parte de la diócesis de Huancavelica.

## Historia
Creado en la época de la independencia; la ley regional No 527 de 12 de septiembre de 1921, dio a su capital, el pueblo de su nombre, el título de villa.

## Geografía
Abarca una superficie de 104,59 km². Está ubicado en el extremo sur de la provincia. Se caracteriza por sus costumbres rústicas, trabajo en el campo y cría de ganado.

## Autoridades

### Municipales
- 2023 - 2026[2]
  - Alcalde: Edelvina Rosa Geronimo Yarasca, del Movimiento Regional Agua.

Alcaldes anteriores
- 2015 - 2018: Alberto Alejo Juscamayta, Movimiento independiente trabajando para todos (El arbolito).
- 2011 - 2014:[3][4] Edelvina Rosa Gerónimo Yarasca, Movimiento independiente regional Unidos Por Huancavelica (UPH).
- 2007 - 2010: Pablo Genaro Huarcaya Licas, Partido Acción Popular.

### Policiales
- Comisario: PNP.

## Festividades
La principal festividad es de la Virgen del Carmen, celebrando el día principal el 16 de julio, en esta fiesta asumen el cargo los mayordomos que son los encargados de dar la comida, la banda, el castillo y lo más importante la misa llevada por un sacerdote con su respectiva procesión de la Virgen en su anda, a esto pueden recibir donantes para amortiguar los gastos de la festividad, previo a esto se celebra una novena de 9 días como su mismo nombre lo indica, esta novenas se realizan con misa a cargo de un sacerdote o con paraliturgia a cargo de un ministro o un rosario que es lo más común realizado por algún laico, luego de esto tiene el compartir del tradicional ponche que es una bebida caliente sin alcohol, algunos terminan con baile, luego viene la víspera y luego el día central, y culmina el día siguiente con corrida de toro que consiste en retirarle al toro una cinta q lleva puesto, al toro no se le mata. Luego se tiene la celebración de carnavales que se realizan 4 días antes del miércoles de ceniza, empezando el sábado en la noche en esta fiesta de los carnavales todos los anexos del distrito de Córdova están de fiesta y de acuerdo al día que le corresponde a cada anexo o caserío una persona o familia toman el cargo de quimichi o síndico que son las personas que dan de comer a todas las pandillas que llegan al anexo, también otras personas asumen el cargo de alférez que son los que les toca dar la tradicional bebida el "el calientito" o también café ya sea con alcohol o solo café, así también reparten uvas, mangos, naranjas, choclos con queso o papa con queso.
Las pandillas están conformadas por queneros, bombo, esquela, bandera, huarajo, silbato, y cantoras (es), también tienen un zapateo típico del lugar y cuando hay encuentros de pandillas se retan entre ellos realizando el tradicional "lucheo" que consiste en fajarse la chalina a la cintura sujetando fuerte la chalina del contrincante con ambas manos y forcejearse hasta tumbarse, muchos dicen que no importa el tamaño o la fuerza sino más bien la maña y la manera como se sujetan y para no ser tumbados procurar mantener siempre las piernas bien separadas y luego terminan con una yunza que también son días diferentes en cada anexo.

### Ferias Agropeacuarias
A mediados de julio se lleva a cabo la "Feria Agropecuaria, Gastronómica y Artesanal" y el "Festival de Productos Lácteos" organizados desde 2007. Dicho evento es presidido y organizado por la Sede Agraria de Cordova bajo la coordinación de las autoridades y presidentes de las asociaciones de productores. El evento se realiza en honor a la Virgen del Carmen.

## Costumbres

### Sede en Lima
Los cordovinos residentes en Lima disponen del "Centro Cultural Deportivo Córdova", donde se llevan a cabo festividades y costumbres típicas de dicha localidad.